# Campionati europei di dressage 1989
I Campionati europei di dressage 1989 si sono svolti a Mondorf, in Lussemburgo. 

## Podi
| Evento           | Oro            | Argento            | Bronzo                 |
| Gara individuale | Nicole Uphoff  | Margit Otto-Crépin | Ann-Kathrin Linsenhoff |
| Gara a squadre   | Germania Ovest | Unione Sovietica   | Svizzera               |

## Medagliere
| Posiz. | Nazione          | Oro | Argento | Bronzo | Totale |
| ------ | ---------------- | --- | ------- | ------ | ------ |
| 1      | Germania Ovest   | 2   | 0       | 1      | 3      |
| 2      | Francia          | 0   | 1       | 0      | 1      |
| 3      | Unione Sovietica | 0   | 1       | 0      | 1      |
| 4      | Svizzera         | 0   | 0       | 1      | 1      |
| Totale | Totale           | 2   | 2       | 2      | 6      |